# Burdimo
Burdimo (cyr. Бурдимо) – wieś w Serbii, w okręgu niszawskim, w gminie Svrljig. W 2011 roku liczyła 289 mieszkańców.